# Andricus quercusinfera
Andricus quercusinfera är en stekelart som först beskrevs av Carl von Linné 1767.  Andricus quercusinfera ingår i släktet Andricus, och familjen gallsteklar. Arten är reproducerande i Sverige.